# مياندرق
مياندرق هي قرية في مقاطعة كليبر، إيران. عدد سكان هذه القرية هو 109 في سنة 2006.